# Алверка (авиабаза)
Авиабаза Алверка — военный комплекс ВВС Португалии, расположенный в муниципалитете Вила-Франка-ди-Шира и в округе Лиссабон в центральной части страны, примерно в 20-21 км к северо-востоку от столицы Португалии Лиссабона, к юго-востоку от Алверка-ду-Рибатежу, на берегу реки Тежу.
Местность вокруг Алверки плоская на юго-востоке от авиабазы, но на северо-востоке холмистая. На юго-востоке море подходит ближе всего к Алверке. Наиболее высокая ближайшая точка в этой местности — холмы Сервес высотой 345 м над уровнем моря в 5,4 км к западу от Алверки. В наиболее заселённой части близ Алверки плотность составляет 67 человек на км². Ближайший крупный город - Loures в 13,4 км к западу. Территория вокруг авиабазы почти полностью занята полями.
Сам комплекс представляет собой несколько строений авиационных организаций, преимущественно занимающихся логистикой, а именно:
- общий склад имущества ВВС Португалии;
- группа инженерного обслуживания ВВС Португалии;
- компания OGMA – Indústria Aeronáutica de Portugal, S.A. авиационной промышленности Португалии;
- музей авиации ВВС Португалии.

На территории военного комплекса также имеется аэродром, служащий в основном для поддержки расположенных на объекте организаций.

## История
Военный комплекс Алверка имел большое значение в истории воздухоплавания Португалии практически с самого его появления. Авиабаза была открыта и введена в эксплуатацию в 1919 году и стала первым аэродромом и местом базирования «Независимой авиационно-бомбардировочной группы». Здесь же размещалась компания OGMA — «Oficinas Gerais de Material Aeronáutico» («Основные мастерские авиационных материалов») и Компания аэронавтики Португалии (основана в 1911 году). 
С образованием в 1950 году ВВС Португалии, комплекс имеет официальное военное обозначение «Авиационная база №8», которая в оперативной работе так никогда и не была задействована, всегда оставаясь аэродромом материально-технического снабжения. До открытия аэропорта Лиссабон-Портела в 1942 году, служил единственным аэродромом в о́круге Лиссабона для совершения регулярных полётов; в то время он был известен под названием «международное аэродромное посадочное поле».
Постепенно как военный аэродром также перестал иметь эксплуатационное значение и стал аэродромом материально-технического обеспечения для поддержки различных авиационных организаций, расположенных в Алверке. Часть авиабазы до сих пор является заводским аэродромным полем компании Indústria Aeronáutica de Portugal, S.A. (OGMA), основанной в 1918 году и занимающейся производством и обслуживанием авиационных компонентов. В 1926 году OGMA построила там первый ангар и на сегодня управляет сервисным центром гражданских и военных самолётов Embraer, Lockheed и Eurocopter, а также авиадвигателей от Rolls-Royce.
Аэродром соответствует требованиям Приложения 14 ИКАО, а также удовлетворяет стандартам НАТО и оснащён индикатором траектории точного захода на посадку (PAPI) и огнями высокой интенсивности взлётно-посадочной полосы (HIRL).
На территории авиабазы располагается музей ВВС — «музей авиации Алверка». Ещё один музей авиации ВВС Португалии размещён в Синтре.

## Климат
Климат средиземноморский. Средняя температура составляет 17°C. Самый жаркий месяц — июль с температурой 25°C, а самый холодный — декабрь, температура 8°C. Среднее количество осадков составляет 782 миллиметра в год. Самый влажный месяц — ноябрь, выпадает 133 миллиметра осадков, а самый сухой — июль, выпадает 1 миллиметр.
| Климатограмма Алверка                 | Климатограмма Алверка | Климатограмма Алверка | Климатограмма Алверка | Климатограмма Алверка | Климатограмма Алверка | Климатограмма Алверка | Климатограмма Алверка | Климатограмма Алверка | Климатограмма Алверка | Климатограмма Алверка | Климатограмма Алверка |
| ------------------------------------- | --------------------- | --------------------- | --------------------- | --------------------- | --------------------- | --------------------- | --------------------- | --------------------- | --------------------- | --------------------- | --------------------- |
| Я                                     | Ф                     | М                     | А                     | М                     | И                     | И                     | А                     | С                     | О                     | Н                     | Д                     |
| 83 13 6                               | 67 15 6               | 107 17 8              | 73 20 9               | 45 25 12              | 11 33 16              | 1 33 17               | 2 34 16               | 64 30 16              | 104 22 13             | 133 16 8              | 93 12 5               |
| Температура в °C • Сумма осадков в мм |                       |                       |                       |                       |                       |                       |                       |                       |                       |                       |                       |

## События
11 ноября 2018 года из-за недостаточного техобслуживания произошла аварийная ситуация с вылетевшим из Алверки самолётом Embraer ERJ 190-100LR. Данный авиаинцидент был освещён в 23 сезоне канадского документального телесериала Расследования авиакатастроф в серии Обратное управление.